# История Новороссийска
История Новороссийска — история города Новороссийска с древнейших времен до нашего времени.

## Античность
В VII-VI вв. до н.э. зафиксированы первые контакты с греческой цивилизацией.
В IV в. до н.э. район входит в состав Боспорского царства со столицей в Пантикапее. 
Серединой I в. до н.э. датируется в районе строительство каменных усадеб−башен, выполнявших роль сторожевых постов. В районе Новороссийска зафиксировано более 15 таких укреплений, 2 из них исследовались (в с. Владимировка и пос. Цемдолина). Оба укрепления погибли в середине I в. н.э. 
С I в. н.э. до середины III в. н.э. происходит подъем экономической жизни на античных поселениях в регионе. В районе нынешнего с. Мысхако локализуется селение Бата, которое упоминает в своей «Географии» греческий учёный Страбон . 
В III в. н.э. селение Бата, как и многие центры торговли, было разорено готскими племенами.

## Средние века
В V в. по сведениям римских историков, от Тамани до Геленджика простиралась страна Эвдусия, которую населяли готы-тетракситы или эвдусиане. 
С конца VII в. до конца X в. территория современного Новороссийска входит в состав Хазарского каганата. Археологические данные этого периода рассказывают о появлении нового населения – касогов.
С середины XIII в. местные племена попадают в сферу влияния Золотой Орды. И с этого времени появляется их новое название «черкесы», которое современные учёные переводят как «войско касогов» или «войско народ».
В XIII-XV вв. происходит формирование адыгейского этноса. Основным видом хозяйственной деятельности местных черкесских племен было животноводство, кроме этого они занимались земледелием, охотой, рыболовством, садоводством, пчеловодством.
В XV в. на местное население оказывает влияние Крымское ханство, которое находилось в свою очередь в вассальной зависимости от Турции. 
Во второй половине XV в. своё влияние на Восточное Причерноморье распространила Османская империя. Это нанесло тяжёлый удар генуэзской торговле – турецкие власти не желали терпеть в Чёрном море конкурентов-христиан, и фактория прекратила своё существование.

## Российская империя
1722 — турки, предвидя войну с Россией, укрепляют оборону черноморского побережья. В районе Новороссийска построена крепость Суджук-Кале, её гарнизон насчитывал 400 янычар. В османской крепости располагался один из крупнейших невольничьих рынков Северо-Западного Кавказа.
1771 — русские завладели Крымом, турки укрепляют Суджук.
1773 — русские войска разгромили турок в Цемесской бухте.
1773—1784 — Суджук — главная база флота Турции.
1784 — турки перебрались в Анапу. Крепость Суджук утратила боевое назначение.
1791 — русские завоевали Суджук.
1812 — русские взорвали стены крепости, после чего турки уже никогда её не восстанавливали.
1829 — по Адрианопольскому мирному договору территория Цемесской бухты окончательно перешла от Турции к России, фактически эту территорию контролировали горцы.
По мере российского завоевания постепенно пресекается работорговля между горскими поставщиками и османскими покупателями.
1834 — генерал Н. Н. Раевский, побывав в Кабардинке, решает строить в Цемесской бухте базу Черноморского флота.
1838, сентябрь — в Санкт-Петербурге получено разрешение на строительство укрепления.
1838, 12 сентября — корабли российской эскадры вошли в Цемесскую бухту. 5816 человек под командованием Раевского и Лазарева высадились на развалины турецкой крепости. В Новороссийске началось строительство фортов и блокгаузов.
1839, 14 января — военный министр России издал указ о присвоении созданному в Цемесской бухте укреплению имени Новороссийск.
1839 — контр-адмирал Л. М. Серебряков — командующий береговой линией в районе Новороссийска.
Новороссийск развивается как торговый порт. Налажена торговля с Турцией.
1846 — порт принял/отправил 124 судна, а в 1848 году — уже 547.
1854, февраль — в условиях Крымской войны гарнизон усилен за счёт ряда «снятых» укреплений южной части Черноморской береговой линии.
1854, май — в условиях Крымской войны Новороссийск разрушен собственными защитниками во избежание захвата вражеским десантом из уже захваченной Керчи. Поселение захвачено войсками Османской империи и союзными закубанскими горцами.
1858 — на месте развалин Новороссийска вырос посёлок Константиновка, потом Новороссийская станица. С повторным закреплением России на черноморском побережье Кавказа после Крымской войны окончательно пресекается контрабандная торговля живым товаром.
1866, 27 сентября — Новороссийск становится центром Черноморского округа (Черноморское побережье от Тамани до Грузии; до 1896). В городе тогда насчитывалось 430 жителей.
1869 — Новороссийск приобрёл статус города.
1879 — обнаружены залежи цементного сырья.
1882 — вошёл в строй первый цементный завод.
1888 — в Новороссийск пришёл первый поезд по новой железнодорожной ветке Новороссийск-Екатеринодар.
1892 — организовалась марксистская группа, затем социал-демократические кружки.
1893 — рядом с Новороссийским элеватором вошла в строй первая в мире электростанция трёхфазного тока.
1896—1918 — Новороссийск — центр Черноморской губернии, (центр Новороссийского округа губернии).
1905, 8 декабря — общезаводская забастовка рабочих. Не работают почти все городские предприятия, закрыты магазины и мастерские, почта и телеграф. Отряды рабочих берут под свой контроль основные объекты города и готовятся к первым выборам Совета депутатов трудящихся.
Выбрано 72 депутата.
14 декабря — Совет обращается к новороссийцам, горожане призываются к борьбе с царизмом. Начало существования Новороссийской республики.
Штаб Советов был расположен в доме Карпова (ныне ул. Мира, д. 11).
Березников — вице-губернатор объявляет город в осадном положении.
16 декабря — 4-я сотня Урупского полка окружает квартал с домом с целью штурмом взять штаб и арестовать всех присутствующих. Но штурм не удался, казаки даже не обыскали дом. В доме в тот день находилась только семья Карпова.
Вечером того же дня 4-я сотня покидает Новороссийск.
Сам Березников, оставшись без поддержки военных, покинул дом губернатора.
Город полностью перешёл во власть Совета рабочих депутатов.
20 декабря — у дома нынешней музыкальной школы прошёл митинг новороссийцев, одобрявший действия депутатов.
25 декабря — отряд под командованием начальника войскового штаба Кубанского казачьего войска генерала Пржевальского прибыл на станцию Тоннельную, а в бухте отдал якорь броненосец «Три Святителя».
Совет депутатов принял решение не сопротивляться царским властям. Часть из них покинуло город. В городе введено осадное положение.
Народные депутаты осуждены и приговорены к каторжным работам, а 7 человек к смертной казни.
1916 — основан музей природы и истории Новороссийска.
1917, 27 октября — состоялись выборы городского Военно-революционного комитета. Большинство в ревкоме получили большевики. Меньшевики и эсеры не принимали участие в выборах.
23-30 ноября — власть комиссара Временного правительства ликвидирована. Избран Центральный исполнительный комитет Советов Черноморской губернии.

## Гражданская война
1 декабря — распущена городская дума. Установление Советской власти в городе.
1918, 23—30 апреля — в Новороссийск увели большую часть Черноморского флота из Севастополя. Немцы, находясь в Севастополе, требовали вернуть флот, что значило потерять его.
24 мая — В. И. Ленин вынес резолюцию затопить Черноморский флот немедленно. В это время в Новороссийске присутствовали немецкие подводные лодки и авиация. Немцы пристально следили за судьбой флота.
28 мая — в Новороссийск направлен И. И. Вахрамеев, заместитель народного комиссара по морским делам, для выполнения приказа о потоплении флота. До 13 июня потопить флот так и не удалось. Контрреволюционное офицерство готовило флот к переходу в Севастополь.
17 июня — вышли из бухты и встали на рейд несколько судов. Это событие послужило толчком к затоплению оставшихся судов экипажами. 18—19 июня Черноморский флот был затоплен в Цемесской бухте(,).
28 июня — в Новороссийск вошла германо-турецкая эскадра. Были освобождены немецкие и австрийские военнопленные. Из порта уведены почти все транспортные и торговые суда.
26 августа — город переходит под контроль белогвардейцев и интервентов. Белогвардейцы учинили расправу над оставшимися в городе красноармейцами. Назначен губернатор Черноморской губернии. Заводы и фабрики города остановлены.
1919, март — в Новороссийске начинает действовать подпольный комитет РКП(б). Красноармейцы ведут активную партизанскую войну. Красные заняли Анапу и Геленджик.
13 марта Одесская стрелковая бригада из Румынии отбывает в Новороссийск, где 18 мая была переформирована в 7-ю пехотную дивизию ВСЮР.
1920, 3 марта Красная армия начала Кубано-Новороссийскую операцию.
март — ВСЮР отступают к Новороссийску.
17 марта — Красная армия заняла Екатеринодар. Краевое правительство эвакуировано в Новороссийск. Деникин ликвидировал Кубанскую Раду.
с 26—27 марта (8)— (9) апреля 1920 года — беспорядочное скопление белогвардейских войск у Новороссийска и промедление с началом эвакуации стали причиной Новороссийской катастрофы. Всего из района Новороссийска морем в Крым за этот период удалось переправить около 35:54—40 тысяч солдат и офицеров:145. Деникин со своим начальником штаба Романовским вступил на борт миноносца «Капитан Сакен» одним из последних.
1 мая — в Новороссийске не осталось белогвардейцев и проходит первомайский парад.
август — барон Врангель высаживает свои войска в районе Новороссийска. После продолжительных боёв десант был разбит.
23—24 августа — остатки Врангелевской армии погрузились на суда и ушли в Крым.

## Межвоенный период
С 29 марта в составе Кубано-Черноморской области РСФСР .
С 11 мая по 1930 г. — центр Черноморского округа в составе Кубано-Черноморской области РСФСР, (центр Новороссийского волости) (с 29 марта 1920 года по 13 февраля 1924 года), (с 30 июня 1920 года волость входила в новообразованный Новороссийский отдел ЧО КЧО РСФСР, упразднённый 18 мая 1922 года), Юго-Восточной области (13 февраля 1924-16 октября 1924, Северо-Кавказского края (16 октября 1924 — 15 августа 1930 года).
1926, 1 мая — состоялось торжественное открытие первого на Кубани памятника В. И. Ленину. Памятник возведен на отчисления рабочих.
1930, апрель — запущена Новороссийская электростанция мощностью 22 тысячи киловатт.
15 августа в крае упразднены округа, и все районы перешли в прямое подчинение администрации края, в том числе упразднён Новороссийский округ.
С 10 января 1934 года — город в составе Азово-Черноморского края.
С 13 сентября 1937 года — в составе Краснодарского края.
1937 — со дна Цемесской бухты поднят затопленный в 1918 Черноморский флот. Большинство судов вернулись в боевой строй.
1940 — в городе ликвидирована неграмотность. Новороссийску вручён акт о ликвидации неграмотности города.

## Новороссийск в годы Великой Отечественной войны
Во время Великой Отечественной войны (1941—1945) большая часть города была захвачена немецко-фашистскими войсками (см. Новороссийская операция (1942)). На сопке Сахарная Голова вблизи Новороссийска во время войны погиб в бою известный поэт Павел Коган, автор классического стихотворения «Бригантина».
1943, в ночь на 4 февраля — южнее Новороссийска, в район Мысхако высадился десант моряков численностью 274 человека, захвативший плацдарм (впоследствии известный как «Малая земля»), который удерживался 225 дней, до полного освобождения города. В подготовке десанта будущего Героя Советского Союза майора Цезаря Куникова принимал участие заместитель начальника политуправления Черноморской группы войск Северо-Кавказского фронта (будущий начальник политотдела 18-й армии) Леонид Брежнев.
10 сентября — Новороссийская десантная операция, корабли Черноморского флота высадили десант на причалы Новороссийского порта. Начало сражения за освобождение города.
16 сентября (см. Новороссийско-Таманская операция) — освобождение города. Немецко-фашистскими захватчиками городу нанесён огромный ущерб.
1966, 7 мая — за стойкость, мужество и героизм, проявленные защитниками Новороссийска в период Великой Отечественной войны, город награждён орденом Отечественной войны 1-й степени.
Будучи главой СССР, Леонид Ильич Брежнев благоволил к городу, благодаря Генеральному секретарю ЦК КПСС город стал широко известен в стране, заметно улучшилось снабжение города, советское правительство приняло ряд постановлений по развитию местного порта, цементных заводов, строительству новых микрорайонов.
1973, 14 сентября — в ознаменование 30-летия разгрома фашистских войск при защите Северного Кавказа, Новороссийску присвоено почётное звание города-героя с вручением ордена Ленина и медали «Золотая Звезда».

## Новейшая история
1977, 23 марта Новороссийск разделён на 3 административных района: Ленинский, Октябрьский, Приморский.
31 августа 1986 года — при выходе из Новороссийской бухты (в 7 милях) пассажирский пароход «Адмирал Нахимов» столкнулся с балкером «Пётр Васев» и затонул через 7—8 минут. В катастрофе погибло 423 человека.
С 2005 года город является центром одноимённого Муниципального Образования.